# 이인재 (1960년)
이인재(李麟載, 1960년 10월 11일~)는 대한민국의 정치인이다. 경기도 파주시장(2010. 7.~2014. 6.)을 지냈다. 그밖에 파주시 부시장과 고양시 일산구청장을 역임하였다.

## 학력
- 1976년~1979년: 명지고등학교 졸업
- 1979년~1983년: 연세대학교 법과대학 법학 학사
- 1984년~1986년: 연세대학교 대학원 법학 석사
- 1996년~2000년: 연세대학교 대학원 법학 박사

## 주요경력
- 1982년: 제26회 행정고등고시 합격
- 1985년: 국토통일원 행정사무관
- 1988년: 경기도청 지방행정사무관
- 1991년: 내무부 행정사무관
- 1995년: 내무부 행정담당 서기관
- 1996년~1998년: 경기도 고양시 일산구청장
- 2000년~2001년: 중앙대학교 겸임교수
- 2001년~2003년: 경기도 파주시 부시장
- 2003년~2006년: 동국대학교 겸임교수
- 2006년~2007년: 서강대학교 겸임교수
- 2007년~2007년: 경기도 수도권교통본부 본부장
- 2010년 6월 2일 제5회 전국동시지방선거 당선(경기도 파주시장, 민주당, 초선)
- 2010년~2014년: 제44대 경기도 파주시장
- 2014년~2016년: 가천대학교 겸임교수
- 2016년: 고려대학교 법무대학원 석좌교수
- 2021년 12월~2022년 1월: 국민의힘 살리는 선거대책위원회 총괄특보단 정책특보단 정책특보

## 주요실적
- 제1회 세계도자기엑스포 기획 및 실행
- 화성, 남한산성, 명성황후 생가 등 복원
- 고양관광숙박단지 입안
- 임진각 일원 현대화사업
- 고양 노래하는 분수대 기술이전 및 설립
- 백남준미술관 건립
- 한-EU 학술회의 개최
- 공무원 해외 배낭여행 최초 입안
- 경기도립미술관 건립
- 경기도 관광진흥본부 설립
- 안토니 가우디 전시회 개최
- 경기도립국악당 설립
- 파주 제3땅굴 관광열차 사업
- 경기 사이버도서관 건립
- 골프장 내 숙박업소 관련법 개정
- 파주 평화의 종 건립
- 회암사 문화관광지 지정
- 행정자치부 국제교류재단 해외사무소 설치
- 실학, 효 박물관 계획·수립
- 장애인 콜택시 및 민원택배제도 창안

## 전과
- 도로교통법위반(음주운전):벌금 150만원 - 2005년 9월 8일 선고[1]
- 공직선거법위반: 벌금 150만원 - 2015년 1월 30일 선고[1]
- 업무상배임: 벌금 500만원 - 2017년 4월 14일 선고[1]

## 수상
- 1999년: 녹조근정훈장, 대통령표창
- 2007년: 카를로스 국왕훈장(스페인)
- 2010년: 장한한국인상 특별대상
- 2011년: 제9회 의정 행정대상 행정대상
- 2012년: 한국을 빛낸 창조경영인 대상 윤리경영 부문
- 2012년: 전국기초단체장 매니페스토 우수사례 경진대회 최우수상
- 2012년: 지역농업발전 선도인상
- 2013년: 중부율곡대상
- 2013년: 전국기초단체장 매니페스토 우수사례 경진대회 최우수상
- 2013년: 대한민국 최고 브랜드 대상 투자유치부문 대상
- 2013년: 글로벌경영대상 경영행정부분 대상

## 역대 선거 결과
|  | 43.83% |

|  | 46.39% |

## 소속 정당
| 소속 정당 | 소속 정당      | 소속 기간 | 비고      |
| --------- | -------------- | --------- | --------- |
|           | 민주당         | 2010~2011 | 정계 입문 |
|           | 민주통합당     | 2011~2013 | 합당      |
|           | 민주당         | 2013~2014 | 당명 변경 |
|           | 새정치민주연합 | 2014~2015 | 합당      |
|           | 더불어민주당   | 2015~2016 | 당명 변경 |
|           | 무소속         | 2016      | 탈당      |
|           | 국민의당       | 2016~2018 | 창당      |
|           | 바른미래당     | 2018~2020 | 합당      |
|           | 무소속         | 2020      | 탈당      |
|           | 국민의당       | 2020~2022 | 입당      |
|           | 국민의힘       | 2022~현재 | 합당      |